# Seán Flanagan
Pour les articles homonymes, voir Flanagan.
Seán Flanagan (né le 26 janvier 1922 et décédé le 5 février 1993) est un sportif irlandais, pratiquant au plus haut niveau le football gaélique qui a ensuite une brillante carrière politique, étant élu TD (député) du Fianna Fáil et plusieurs fois ministre. Seán Flanagan est, dans le gouvernement de Jack Lynch, Ministre de la Santé de 1966 à 1969 et Ministres des Terres de 1969 à 1973

## Biographie
Seán Flanagan est né à Aughnamore, Ballyhaunis, Comté de Mayo en 1922. Il commence sa scolarisation localement puis fréquente St. Jarlath's College à Tuam dans le Comté de Galway. Il se révèle excellent sportif. Il étudie ensuite à Clonliffe College  Dublin puis entre à University College Dublin où il étudie le droit et devient avocat. Flanagan a été un joueur de football gaélique au plus haut niveau. Il était le capitaine de l’équipe du Comté de Mayo qui remporta deux années consécutivement le championnat d'Irlande de football gaélique en 1950 et 1951. Avec son Comté il a aussi remporté cinq championnats du Connacht et deux National League en 1949 et 1954. Il a été élu parmi l’équipe du Millénaire.
Alors qu’il n’a pas encore terminé sa carrière sportive, il se lance dans la politique. Il s’engage avec le Fianna Fáil. Il est élu député  pour la circonscription de Mayo East à l’élection générale de 1951. Il reste le titulaire de ce siège jusqu’en 1977. Flanagan devient rapidement une figure importante du parti. Il est nommé secrétaire d’État en 1959 sous le gouvernement de Seán Lemass. Lors de l’élection interne au Fianna Fáil en 1966, il soutient Jack Lynch. Quand ce dernier devient Taoiseach, Flanagan est désigné pour tenir le portefeuille ministériel de la Santé. Trois ans plus tard, il devient Ministre des Terres (1969-1973).
Flanagan perd son siège de député lors des élections générales de 1977. Il se retire alors de la vie politique locale. Toutefois son action politique se prolonge au Parlement européen où il est élu député en 1979. Il est réélu en 1984. Il se retire de la vie politique en 1989.
Seán Flanagan est mort le 4 février 1993 à l’âge de 71 ans.